# Gran huracà de Nova Anglaterra de 1938
L'huracà de Nova Anglaterra de 1938 (altrament conegut com a Gran huracà de Nova Anglaterra, Long Island Express o simplement Gran huracà de 1938) va ser el primer gran huracà que va colpejar Nova Anglaterra des de 1869. La tempesta es va formar prop de la costa d'Àfrica el setembre de la temporada d'huracans de l'Atlàntic de 1938, esdevenint un huracà de categoria 5 en l'escala d'huracans de Saffir-Simpson abans de fer recalada com un huracà de categoria 3 a Long Island el 21 de setembre. S'estima que hi hagué entre 682 i 800 víctimes mortals a causa de l'huracà, es malmeteren o destruïren més de 57.000 cases, i provocaren unes pèrdues d'uns 306$ milions (1938 USD, $4.700 milions de dòlars de 2009). Fins avui, ha estat l'huracà més poderós, més costós i més mortífer en la història de Nova Anglaterra.